# Ангария дельфин
Ангария дельфин (лат. Angaria delphinus) — морской брюхоногий моллюск из семейства Angariidae.

## Описание
Раковина среднего размера, около 40—80 мм, высоко-дисководная, толстостенная. Завиток плоский, его последний оборот крупный, с угловатым плечом. Наружная поверхность раковины не ровная и покрыта многочисленными спиральными рёбрами и бугорками. Вдоль плечевого выступа идёт ряд крупных бугорков либо рожковидных выростов. Один ряд более мелких бугорков треугольной формы проходит несколько ниже середины последнего оборота раковины. Основание раковины моллюска округлой формы, с крупным пупком. Устье раковины округло-квадратное, с ярким перламутром. Внутренняя губа обрамлена лилового цвета складкой. Окраска раковины варьируется от розоватой и зеленоватой до вишнёво-коричневой, с чёрными пятнами.

## Распространение
Вид обитает от Восточной Африки до Австралии, включая Индокитай и Филиппины. Обитает на мелководных участках, обычно среди коралловых рифов либо на каменистом дне. Моллюски питаются водорослями.